# Whickham
Whickham är en ort i distriktet Gateshead, Storbritannien. Den ligger i grevskapet Tyne and Wear och riksdelen England, i den centrala delen av landet, 400 km norr om huvudstaden London. Whickham ligger 119 meter över havet och antalet invånare är 16 625.
Terrängen runt Whickham är platt åt nordost, men åt sydväst är den kuperad. Runt Whickham är det tätbefolkat, med 735 invånare per kvadratkilometer. Närmaste större samhälle är Newcastle upon Tyne, 5,0 km nordost om Whickham. I omgivningarna runt Whickham växer i huvudsak blandskog.